# تاكيفوسا كوبو
تاكيفوسا كوبو (باليابانية: 久保 建英؛ مواليد 4 يونيو 2001) وهو لاعب كرة قدم ياباني يلعب في مركز الوسط المهاجم مع ريال سوسيداد في الدوري الإسباني لكرة القدم، كما يلعب مع منتخب اليابان لكرة القدم، وسبق وأن لعب مع نادي فياريال ونادي خيتافي وريال مايوركا.

## مسيرته الكروية

### بدايته المبكرة
في سن السابعة، بدأ تاكيفوسا كوبو لعب كرة القدم لصالح نادي البرسيمون، وهو نادي محلي مقره مسقط رأسه كاواساكي. في أغسطس 2009، حصل على جائزة أكثر لاعب قيمة في معسكر نادي برشلونة لكرة القدم الذي شارك فيه في سن الثامنة. في أبريل 2010، تم اختياره كعضو في فريق نادي برشلونة المدرسي وشارك في كأس سوديكسو الروسية الأوروبي الذي عقد في بلجيكا. حصل على جائزة أفضل لاعب على الرغم من أن فريقه احتل المركز الثالث. بعد عودته إلى مسقط رأسه، بدأ يلعب لفريق الشباب في كاواساكي فرونتال.
في أغسطس 2011، تمت دعوة تاكيفوسا كوبو للانضمام إلى أكاديمية برشلونة للشباب التابعة لـ لا ماسيا، بعد اجتياز التجربة. بدأ اللعب مع برشلونة برشلونة ألفين ج (تحت 11 سنة). خلال أول موسم كامل له (2012–13)، كان أفضل هداف في الدوري برصيد 74 هدفًا في 30 مباراة. في موسمه الثالث الكامل (2014–15)، تمت ترقيته إلى برشلونة إنفانتي أ (تحت 14 سنة). ولكن تبين أن النادي الكاتالوني انتهك في وقت لاحق سياسة الفيفا الدولية بخصوص سياسات انتقال اللاعب تحت 18 عامًا، مما جعل كوبو غير مؤهل للعب في النادي. عاد إلى اليابان في مارس 2015 بحثًا عن وقت اللعب، حيث قام بالتوقيع مع فريق شباب طوكيو.
انضم تاكيفوسا كوبو إلى فريق طوكيو تحت 18 سنة عام 2016. في سبتمبر 2016، تمت ترقيته إلى الفريق الأول في سن الخامسة عشر. في 5 نوفمبر، شارك بأول مباراة رسمية له مع الفريق الاحتياطي في دوري الدرجة الثالثة الياباني باعتباره احتياطي في الشوط الأول ولعب الشوط الثاني في المباراة ضد ناغانو بارسيرو. شارك في أول مباراة له في دوري الدرجة الأولى وهو بسن الخامسة عشر وخمسة أشهر ويوم واحد.
في 15 أبريل 2017، أصبح كوبو أصغر لاعب يسجل في الدوري الياباني بعمر 15 عامًا و 10 أشهر في مباراة الفوز 1–0 على سيريزو أوساكا تحت 23 سنة. في 3 مايو، شارك لأول مرة مع الفريق الأول في كأس الدوري الياباني حيث لعب 25 دقيقة في المباراة التي فاز فيها على هوكايدو كونسادول سابورو 1–0. في نوفمبر 2017، أعلن نادي طوكيو عن تجديد عقد كوبو وتحسينه لدفعه ليصبح أساسي في الفريق الأول.
منذ بداية موسم 2019، أصبح كوبو أساسي مع نادي طوكيو في كل من كأس الدوري الياباني والدوري الياباني.
في 16 أغسطس 2018، انضم إلى يوكوهاما مارينوس على سبيل الإعارة لمدة نصف عام. وسجل في أول مشاركة له مع مارينوس في مباراة خارج أرضه ضد فيسيل كوبه.

### ريال مدريد
في 14 يونيو 2019، وقع كوبو مع نادي ريال مدريد الإسباني لمدة خمس سنوات. على الرغم من تسجيله في فريق ريال مدريد تحت 19 سنة، انضم إلى ريال مدريد ب لموسم 2019–20. وشارك بانتظام مع الفريق الأول خلال جولة ما قبل بداية الموسم في الولايات المتحدة وألمانيا.

#### مايوركا (إعارة)
في 22 أغسطس 2019، انضم كوبو إلى ريال مايوركا على سبيل الإعارة لمدة موسم واحد. أصبح ثالث لاعب ياباني في تاريخ مايوركا بعد يوشيتو أوكوبو وأكيهيرو ليناغا.

#### ريال سوسييداد
وفي 12 فبراير 2024، مدد كوبو عقده مع ريال سوسييداد حتى عام 2029.

## مسيرته الدولية
شارك تاكيفوسا كوبو مع المنتخب الياباني تحت سن 15 وتدرج في الفئات السنية إلى وصوله للمنتخب الأول.
في سن الخامسة عشر، تم اختياره للمشاركة مع منتخب اليابان تحت 20 سنة في كأس العالم تحت 20 سنة2017.
قبل وقت قصير من بلوغه الثامنة عشرة، تم اختياره ضمن تشكيلة منتخب اليابان الأول المشاركة في كوبا أمريكا 2019، وكانت هذه أول دعوة له للمشاركة مع المنتخب الأول. شارك لأول مرة في 9 يونيو 2019 في مباراة ودية ضد السلفادور، حيث دخل كبديل في الدقيقة 67 عن تاكومي مينامينو.

## الإحصائيات
اعتبارًا من 1 يونيو 2019.
| النادي                   | الموسم  | الدوري                            | الدوري | الدوري  | الكأس  | الكأس   | كأس الدوري | كأس الدوري | قاري   | قاري    | المجموع | المجموع |
| النادي                   | الموسم  | الدرجة                            | الظهور | الأهداف | الظهور | الأهداف | الظهور     | الأهداف    | الظهور | الأهداف | الظهور  | الأهداف |
| ------------------------ | ------- | --------------------------------- | ------ | ------- | ------ | ------- | ---------- | ---------- | ------ | ------- | ------- | ------- |
| طوكيو                    | 2017    | الدوري الياباني                   | 2      | 0       | 0      | 0       | 2          | 0          | —      | —       | 4       | 0       |
| طوكيو                    | 2018    | الدوري الياباني                   | 4      | 0       | 0      | 0       | 6          | 1          | —      | —       | 10      | 1       |
| طوكيو                    | 2019    | الدوري الياباني                   | 13     | 4       | 0      | 0       | 3          | 1          | —      | —       | 16      | 5       |
| المجموع                  | المجموع | المجموع                           | 19     | 4       | 0      | 0       | 11         | 2          | —      | —       | 30      | 6       |
| يوكوهاما مارينوس (إعارة) | 2018    | الدوري الياباني                   | 5      | 1       | 1      | 0       | 0          | 0          | —      | —       | 6       | 1       |
| ريال مدريد ب             | 2019–20 | الدوري الإسباني الدرجة الثانية بي | 0      | 0       | 0      | 0       | —          | —          | —      | —       | 0       | 0       |
| مايوركا (إعارة)          | 2019–20 | الدوري الإسباني                   | 0      | 0       | 0      | 0       | —          | —          | —      | —       | 0       | 0       |
| المجموع                  | المجموع | المجموع                           | 24     | 5       | 1      | 0       | 11         | 2          | —      | —       | 36      | 7       |

1. 1 2 3  المباريات في كأس الدوري الياباني
2. ↑  المباريات في كأس إمبراطور اليابان

## وصلات خارجية
- تاكيفوسا كوبو على موقع الاتحاد الدولي (مؤرشف)  (الإنجليزية)
- تاكيفوسا كوبو على موقع الاتحاد الأوربي (الإنجليزية)
- تاكيفوسا كوبو على موقع رابطة كرة القدم اليابانية للمحترفين (اليابانية)
- تاكيفوسا كوبو على موقع إي إس بي إن إف سي (الإنجليزية)
- تاكيفوسا كوبو على موقع قاعدة بيانات كرة القدم.إي يو (الإنجليزية)
- تاكيفوسا كوبو على موقع ليكيب (الفرنسية)
- تاكيفوسا كوبو على موقع ناشيونال فوتبول تيمز (الإنجليزية)
- تاكيفوسا كوبو على موقع Soccerbase.com (لاعب) (الإنجليزية)
- تاكيفوسا كوبو على موقع Soccerway.com (الإنجليزية)
- تاكيفوسا كوبو على موقع عالم كرة القدم.نت (الإنجليزية)